# Lucy Kassa
Lucy Kassa ist eine äthiopische Journalistin, die mit ihren Berichten über den Krieg im Norden Äthiopiens bekannt wurde.

## Leben
Ursprünglich schrieb Kassa als freiberufliche Journalistin für ein norwegisches Magazin über Entwicklungs- und Wirtschaftsfragen in Äthiopien. Mit dem Ausbruch des Krieges in ihrer Heimatregion Tigray im November 2020 begann sie jedoch mit der Dokumentation schwerwiegender Menschenrechtsverletzungen. Nach mehreren Bedrohungen und einem Angriff auf ihr Zuhause, bei dem bewaffnete Männer ihren Rechner und Beweismaterial entwendeten, verließ Lucy Äthiopien. Sie lebt seither, unterstützt von einer internationalen Organisation, in Europa, teilt jedoch aus Sicherheitsgründen keine spezifischen Details über ihren Aufenthaltsort.

## Wirken
Kassa lenkte durch ihre Arbeit internationale Aufmerksamkeit auf die wahren Opfer des Krieges und das Leiden der Zivilbevölkerung, insbesondere von Frauen und Kindern. Ihre Artikel, unter anderem in Al Jazeera, LA Times, The Telegraph und The Globe & Mail, decken schwerwiegende Verbrechen wie ethnische Säuberungen, Massaker, sexualisierte Gewalt und Kriegsverbrechen auf. Kassa entkräftete Falschinformationen und Propaganda, deckte verborgene Gräueltaten aller Konfliktparteien auf und löste dadurch internationale Reaktionen, einschließlich Sanktionen gegen Kriegsverbrecher, aus. Ihre investigativen Beiträge wurden wiederholt ausgezeichnet, darunter mit dem Magnitsky Award für investigativen Journalismus. Im Jahr 2023 wurde ihr der Anna-Politkowskaja-Preis zugesprochen.